# 拉孟・騰越の戦い
拉孟・騰越の戦い（らもう・とうえつのたたかい）は、1944年6月2日から1944年9月14日まで中国・雲南省とビルマ（現ミャンマー）との国境付近にある拉孟（保山市竜陵県）・騰越（同市騰衝市）地区で行われた、日本軍と中国軍・アメリカ軍（雲南遠征軍）の陸上戦闘のことを言う。すでに南部を占領していた日本の部隊は援蔣ルートの遮断のために派遣された小規模なもので、進出した当初の1942年頃は中国軍に対して優位に立っていたが、援蔣ルート遮断後もアメリカ軍の空輸によって中国軍への支援が継続されたため、連合軍の指導によって近代的な装備を身につけた中国軍が1944年より反撃に転じ、日本軍は補給路を断たれ孤立し、拉孟守備隊および騰越守備隊は最終的に玉砕した。硫黄島などの孤島において玉砕したケースは多いが、この戦いは大陸において玉砕した珍しい戦闘として知られる。しかし、中国軍も陣地に立てこもる日本軍の防御戦闘により日本軍の数倍の死傷者を出した。

## 経緯
1942年にビルマに侵攻した日本軍はビルマ・中国国境を越えて雲南省に侵攻した。5月5日　第56師団坂口支隊（歩兵団長：坂口静夫少将）、拉孟を占領。同師団の第113連隊が警備についた。中国軍は日本軍の追撃を避けるため、援蔣ルートの一部である恵通橋を自ら爆破し、怒江の対岸へ退却した。5月10日には騰越を占領し、第148連隊（連隊長：蔵重康美大佐）が警備についた。
以後2年間怒江を挟んでの日本軍と中国軍の対峙が続いた。
その頃アメリカの中国戦略をめぐっては連合国東南アジア軍副最高司令官のジョセフ・スティルウェル陸軍中将とアメリカ陸軍航空軍第14空軍司令官のクレア・リー・シェンノート中将とが対立していた。シェンノートは、中国戦線に戦力を集中すれば制空権確保は可能であると主張した。戦力をビルマへ割くのを渋っていた蔣介石もこれを支持した。しかし、中国戦線での日本軍航空部隊との戦いはシェンノートの主張するようには進展しなかった。
一方スティルウェルは、援蔣ルートはヒマラヤ山脈周辺の変化の激しい天候に左右される空輸ルートだけでは輸送量に限界があるとして、北部の上ビルマを日本軍から奪回し、インドのアッサム州レドから国境を越えてビルマのカチン州に入り、フーコン河谷からミイトキーナ、ナンカンに至る「スティルウェル・ロード」と、ナンカンから龍陵を経由し昆明へと至るビルマ公路を接続した、「レド公路」を早期に打通すべきと主張した。
スティルウェルはビルマからインドに退却してきた中国軍部隊にハンプ越え（ヒマラヤ越えの航空路）で空輸された中国兵を加えて、ビハール州（2000年、ジャールカンド州に分割された）のラムガルー野営地で「新編第1軍」を編成した。軍司令官にははじめ鄭洞国、後に孫立人が任命された。中国国内でも昆明に訓練所が設置された。
ハンプ越えの航空路は過酷で、当時の与圧されていない輸送機では凍死者が発生した他、日本軍戦闘機の襲撃もあった。また戦局が悪化すると十代前半の少年兵が送られてきた。

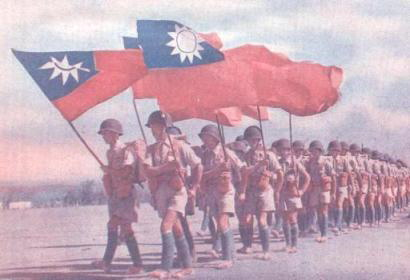
インドで再建された中国軍。アメリカ式のヘルメットとイギリス式の装具・軍服が写っている

もっとも蔣介石は中国本土での日本軍の反攻の兆候（大陸打通作戦）と中国共産党への対処からなどからビルマへの再出兵に反対だったがフランクリン・ルーズベルトによる「中国はこのところ対日戦で重要な貢献をしていない」という指摘と、中国軍は雲南方面での攻勢を実施するべきであり、そうでなければ中国軍への貸与機や空輸輸送の割り当てを減らすとの通告により実施されることになった。
ビルマ戦線における中国軍の反攻はアラカン山系における日本軍の反攻（インパール作戦）による間接的な影響で1944年の夏までずれこんだ。
スティルウェルは中国軍の各部隊にアメリカ軍の連絡チームを付ける方法を採用した。
雲南遠征軍の大部隊は5月11日に第一次反抗を開始し、大塘子及び冷水溝（拉孟の北、騰越の東）において歩兵113連隊（連隊長：松井秀治大佐）と歩兵148連隊（連隊長：蔵重康美大佐）などと激戦を繰り広げた。
第一次反抗がうまくいかなかったため、雲南遠征軍は6月に第二次反抗を開始し、拉孟、騰越や龍陵へ進出した。
レド公路にしろ旧来のビルマルートにしろ、拉孟・騰越を通過しなければならなかった。

### 時系列
- 1942年5月5日　第56師団坂口支隊（歩兵団長：坂口静夫少将）、拉孟を占領。同師団の第113連隊が警備につく。中国軍は日本軍の追撃を避けるため、援蔣ルートの一部である恵通橋を自ら爆破し、退却する。
- 1942年5月10日　第56師団、騰越を占領。同師団の第148連隊（連隊長：蔵重康美大佐）が警備につく
- 1942年11月末　南方軍総司令官寺内寿一元帥、拉孟を視察
- 1942年末　女流作家水木洋子が拉孟へレポ取材に来る
- 1943年春　日本放送協会から派遣された慰問団が拉孟を訪問
- 1943年3月27日　ビルマ方面軍創設。新たに1個師団（第31師団）を増強
- 1943年10月30日　第18師団、フーコン谷地において雲南遠征軍の攻撃を受ける（～1944年6月）
- 1944年1月30日　ビルマ方面軍隷下に第28軍が新設される
- 1944年3月　ルーズベルトが蔣介石に雲南方面での中国軍の反攻を要請、雲南遠征軍の一部が拉孟北方に進出する。
- 1944年3月8日　ビルマ方面軍隷下の第15軍、インパール作戦開始
- 1944年4月8日　ビルマ方面軍隷下に第33軍が新設される
- 1944年4月10日　蔣介石、雲南遠征軍の攻勢作戦を決断
- 1944年4月29日　第33軍、メイミョー（軍の補給基地であるマンダレーより東、戦後Pyin U Lwinへ改名）に移動。混成24旅団（武兵団）、第53師団、第33軍に配属
- 1944年4月下旬　衛立煌大将、総司令部を楚雄から保山へ移動
- 1944年5月10日　チンディット旅団、モール（マンダレー北部）から自主的退却
- 1944年5月11日夜　雲南遠征軍第一次反攻開始
- 1944年5月13日　第53師団、モール占領
- 1944年5月17日　インド遠征軍、ミイトキーナ飛行場を奪取。ミイトキーナの戦い始まる
- 1944年6月2日　雲南遠征軍第二次反攻開始。雲南遠征軍が拉孟に侵攻する
- 1944年6月27日　雲南遠征軍が騰越に侵攻する

## ビルマ方面軍作戦区域
1944年4月ごろのビルマ方面軍の編成表
- ビルマ方面軍（基地ラングーン）

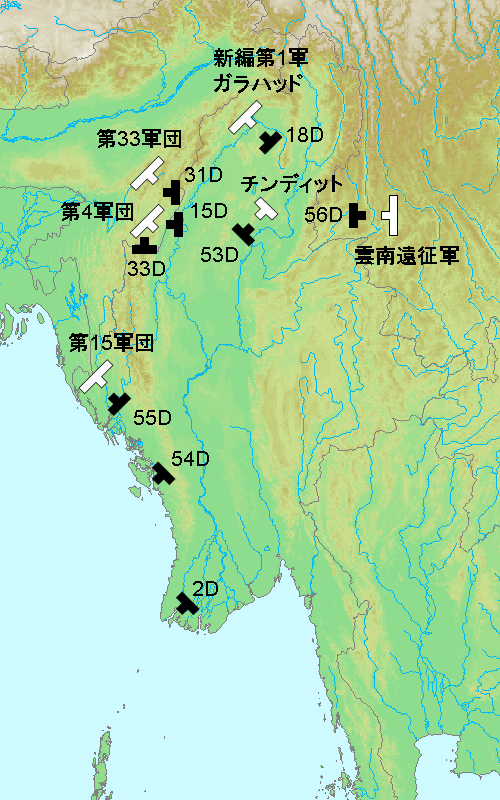
1944年4月のビルマの戦いの状況

  - 第15軍（インパール、コヒマ方面）　第15師団、第31師団、第33師団
  - 第28軍（西南海岸方面）　第2師団（勇兵団）、第54師団、第55師団
  - 第33軍（北ビルマ、雲南方面）　第18師団（菊兵団）、第56師団（龍兵団）
  - 第53師団（安兵団）
  - 独立混成第24旅団（武兵団）

## 連合軍の編成
- 中国国民革命軍雲南遠征軍（基地保山）　16個師団

この戦いにおいて中国軍はこれまで温存していた精鋭部隊である栄誉師団や新編師団を投入した。
少年兵が多かったという。

## 拉孟の戦い

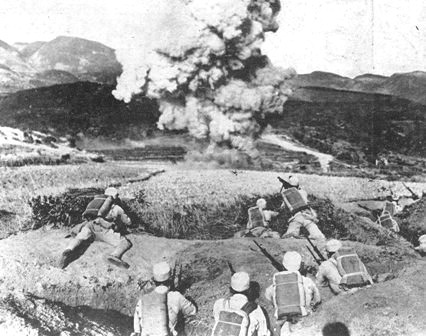
拉孟を攻撃する国民党軍

### 兵要地誌及び両軍の配備兵力
拉孟は中国名を「松山」といって無名の廃村である。拉孟は怒江の西岸にあり、恵通橋を眼下に見下ろす海抜2000メートルの山上にある。東は怒江の大峡谷を挟んで対岸の鉢巻山と相対し、北方および南方は怒江の二つの支流の深い渓谷に挟まれている。西方のみがビルマ行路に沿って龍陵に通じていた。気候は内地に似て四季の変化に富んでおり、とくに秋は美しかった。
1942年5月に同地を占領した第56師団は、その隷下の歩兵第113連隊（連隊長：松井秀治大佐）の指揮のもと、歩兵1個大隊・砲兵1個大隊の兵力で陣地構築にとりかかり、堅固な防衛陣地を築き上げた。1943年中期以降、雲南遠征軍の反攻準備が進展すると、空陸から拉孟陣地を攻撃するようになり、守備隊はそれに反撃しつつ約100日分の武器弾薬食料の集積に努めた。また軍属によって酒などの嗜好品を売る店舗が開設された。
1944年3月に雲南遠征軍の一部が拉孟北方の大廉子で怒江を渡河し、反攻してきた。松井大佐は2個大隊に砲工兵の一部を率いて紅木樹方面（拉孟北方）に出撃し、怒江の水際でこれを破った。また歩兵第2大隊長は部隊を率いて平戛（へいかつ、拉孟より40キロ南）へ出撃した。その後もミイトキーナ南方に降下した英軍空挺部隊の掃滅など各地を転戦し、6月5日、騰越に全部隊が集結した。松井大佐は結局、拉孟に復帰することはなかった。それより3日前にジョセフ・スティルウェル米陸軍中将が再建した20万の中国軍（雲南遠征軍・指揮衛立煌将軍）の一部4万8千名が拉孟を包囲した。残りは騰越、龍陵、平戛に向かった。対する拉孟守備隊の兵力はわずか1280名であった。拉孟守備隊は野砲兵第56連隊第3大隊長金光恵次郎少佐が指揮した。

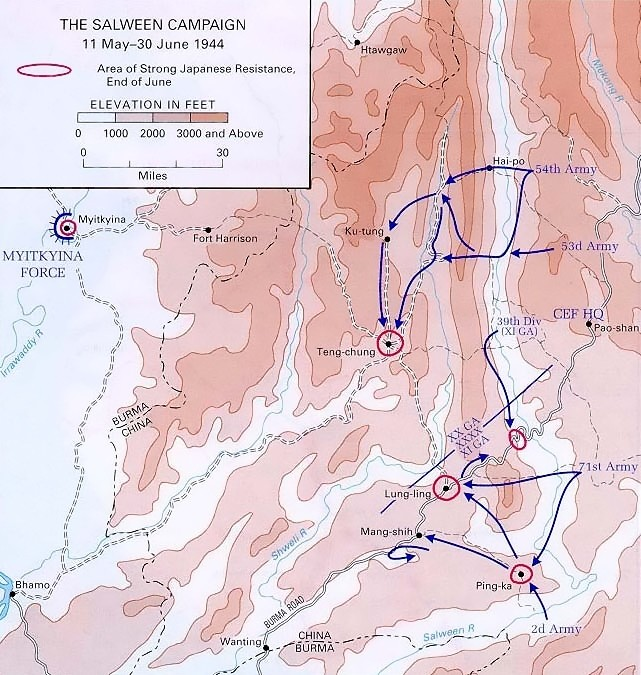
1944年7月頃の雲南方面の状況。中国軍による騰越(騰衝 Teng-chung)、拉孟(Lung-lingの右上の赤丸付近)、平戛(Ping-ka)、龍陵(Lung-ling)の攻囲

### 戦いの経過
当初、拉孟守備隊の主力である歩兵第113連隊は、2800名ほどいた。ところが3か月前に拉孟北方に現れた敵軍のために兵力を割かなければならなかったなどしたため、雲南遠征軍が包囲したときにはその半分にも満たなかったのである。そのときの守備隊の陣容は次のとおりである。
- 歩兵第113連隊の一部400名
- 野砲兵第56連隊第3大隊380名
- 輜重隊第16連隊第1中隊の一部60名
- 第56師団衛生隊第3中隊100名
- 第56師団防疫給水班の一部40名
- 前線にて負傷した兵300名
- 10センチ榴弾砲8門・山砲2門・速射砲2門・高角砲4門

負傷した兵を除くと、まともに戦える戦闘員は実質1000名に満たなかったが、福岡県出身の現役兵を中心とする56師団は通称「龍兵団」と呼ばれ、同じく福岡県の第18師団「菊兵団」と並び、日本軍最強とも言われた部隊であった。一方、拉孟を包囲した敵戦力は、蔣介石の直系栄与第1師団（日本の近衞師団に相当）を中心とする5個師団。この軍は、新式装備・兵の質もきわめて優秀な精鋭部隊であった。
- 兵力48000名
- 15センチ榴弾砲7門・山砲、速射砲74門・重迫撃砲、迫撃砲332門

敵対比率は50倍以上も開きがあったにもかかわらず、拉孟守備隊は死守を命じられ、100日間も粘り強く戦闘が行われたのである。

### 玉砕
- 6/2午後、雲南遠征軍、怒江東岸の鉢巻山から拉孟陣地（怒江西岸）に対して攻撃を開始。
- 6/14、新第39師（師長洪行少将）、拉孟北方より攻撃を開始。
- 6/20、新第28師長主力の2個連隊が再攻撃　栄与第1師団（師長李弥少将）、攻撃を開始。
- 6月末、恵通橋が開通（衛立煌大将は、2年前に日本軍の急追を逃れるために自ら爆破した橋を、今度は反攻作戦のために復旧した）。
- 6/28、日本陸軍機10機、拉孟上空から空中補給。空中補給はそれ以降もたびたび行われたが、撃墜される機体も多く、投下した物資も半分くらいが敵に奪われた。
- 7/4～15、雲南遠征軍第2次攻撃。このころからロケット砲と火炎放射器が登場し、拉孟守備隊はこの攻撃によって兵を大きく失う。しかし、この攻撃にも守備隊は耐えた。
- 7月中旬、この頃、第33軍辻政信参謀より、連合軍によって北ビルマから雲南省に新たに築きつつある補給ルートを遮断し、同時に拉孟、騰越守備隊を救援するという「断作戦」が発令される。拉孟守備隊の残存兵力は既に500名を切っていたが、このことを伝え聞いて大いに希望を持った。しかし日本軍はインパール作戦の失敗により糧食と兵力を大きく損耗し、救援に裂く余力がないのが実状であり、救援は単なる口約束で、辻は最初から拉孟守備隊を見捨てる気であった[3]。なお、救援部隊は9月上旬に送ると言う約束であったが、拉孟守備隊はその前に全滅する。
- 7/20、雲南遠征軍第3次攻撃。
- 7/27、ビルマ方面軍司令官河辺正三中将から拉孟守備隊の勇戦に対し、感状が届く。翌日、第33軍本多政材軍司令官からも感状が届いた。
- 8/2、複数ある陣地のうち、本部陣地が陥落。
- 8/12、挺身破壊班、雲南遠征軍陣地を奇襲。
- 8/20、雲南遠征軍、地下坑道に仕掛けた爆薬により関山陣地を爆破。
- 9/6、17時頃に金光少佐が戦死し、後任に副官の真鍋邦人大尉が就いた。
- 9/7、未明に真鍋大尉、砲兵掩蓋内にて軍旗奉焼。早朝より激しい集中砲火を受け、松山陣地陥落。午後、真鍋大尉が戦死（死後、少佐に進級）。18時頃、全ての陣地が陥落し、戦闘終結。

9月7日をもって全戦闘は終結した。1300名の兵力のうち、残存兵力はゼロ、すなわち玉砕であった。中国軍の捕虜となった傷病者と、本隊への連絡のために軍命によって拉孟を脱出した者が、わずかながら生還している。
一方の中国軍も日本軍の数倍の死傷者を出した。拉孟の戦いについて9月9日に蔣介石は次のような"逆感状"をもって雲南軍を叱咤激励した。
拉孟が陥落する直前の6日、真鍋大尉は戦闘詳細報告のために木下昌己中尉ら3人の部下を脱出させていた（別にほか一名が脱出）。彼らは地元民に変装し16日に無事、第33軍本部のある芒市に辿り着き、第49師団の第168連隊（連隊長：吉田四郎大佐）と会い、翌17日に33軍司令部へと向かい、道中、松井大佐と出会った。松井大佐はそこで拉孟守備隊の悲壮な末路を聞き、涙したという。

## 断作戦
北ビルマでの援蔣ルート打通を目指し、インドからは中国軍の新編第一軍を中心とした連合国軍X部隊が、中国からは中国軍雲南遠征軍（Y部隊）が前進を続けていた。
日本軍はフーコン地区で第18師団がX部隊を、雲南で第56師団がY部隊を食い止めていた。
日本軍はフーコン地区から第18師団を撤収させ、雲南に戦力を集中させる『断作戦』を行った。
7月に計画された作戦の準備は9月までずれ込み、発動した頃には拉孟・騰越の守備隊は絶望的な状況になっていた。

## 騰越の戦い

### 序章
騰越（現在の騰衝）は最前線の拉孟から北東60キロ地点にある。騰越は、雲南省怒江西地区随一の都会で、騰越平野のほぼ中央にある。人口4万、周囲に城壁をめぐらした城郭都市で、1630年に、政緬軍の将軍が築いたといわれる。城壁は周囲約4キロ、ほぼ正方形で、高さ5メートル、幅2メートル、外側は石、内側は積土によって重ねてあった。周囲は高地に囲まれ、東には高黎貢山山脈を縦走し、怒江に架かる2つの橋を渡って、保山、昆明へと続いていた。西方には穀倉地帯が広がり、北ビルマのミイトキーナをへて、インドに通じていた。
気候は、比較的温暖。住民は、漢民族、タイ人、シャン人などが占められていた。
市街の周囲には、3キロほどの平地を隔てて、独立した高地があった。北方には高良山、北東2キロに飛鳳山、南方2キロに標高200メートルの来鳳山、西方4キロに宝鳳山である。これらの高地からは、騰越はまる見えであり、騰越防衛のためには、これら周囲の高地をも防衛しなければならなかった。これらを防衛するためには少なくとも3個連隊ほどの兵力（約7000名）が必要であったが、実際、防衛したのは2千名であった。騰越を防衛した指揮官は蔵重康美大佐だが、本来ならば上司の水上源蔵少将がその役目であった。水上は昭和18年6月に『龍』の歩兵団長に任命され、その後騰越へやってきた。前任の坂口静夫少将は中将に進級し、留守第55師団長として転出した。水上は猛将といわれた坂口少将と違って軍人というより学者肌の静かな将軍であった。それからまもなく、拉孟、ナムカム付近（龍陵から南西100キロ地点）に降下した英軍空挺部隊掃討のため、水上は騰越を後にした。その留守を部下の蔵重大佐に託した。水上は、「騰越こそ自分の墓場である」と語ったが、実際に彼が戦死した場所は、騰越から北西にいったミイトキーナ（現在のミッチーナー）であった。

### 戦いの経過
6月22日、蔵重大佐は兵力を次のように配置した。
- 飛鳳山陣地は第3大隊（宮原春樹少佐）、第3大隊主力、速射砲中隊（1門）、野砲1中隊
- 来鳳山陣地は連隊砲中隊（成合盛大尉）、速射砲中隊（1門）、歩兵第6中隊、第2機関銃中隊の1個小隊
- 宝鳳山陣地は歩兵1個小隊（岡崎均少尉）、混成歩兵1個小隊、機関銃1個分隊　、迫撃砲1門
- 城壁、東営台陣地は歩兵1個大隊（早瀬千歳大尉）、混成歩兵3個小隊、連隊砲2個小隊（2門）、速射砲2個小隊（2門）、機関銃2梃
- 高良山陣地は歩兵第9中隊の一部（副島秋義准尉）、歩兵第9中隊の1個小隊　第2機関銃中隊の1個分隊
- 予備隊として第2大隊（日隅太郎大尉）、歩兵第5中隊基幹

ところがその2日後に、第56師団司令部から宮原少佐の第3大隊を抽出するよう命じてきた。蔵重大佐はこのままでは、騰越防衛のメドが立たないと思ったが、師団の苦しい立場を考え、これを受け入れた。結局、蔵重大佐は飛鳳山陣地を放棄して陣地配備を変更した。当時の守備隊兵力は、
- 騰越守備隊長、蔵重康美大佐
- 歩兵第148連隊本部110名
- 同第2大隊主力650名
- 同第1大隊残留者80名
- 同第3大隊残留者70名
- 連隊直轄部隊340名
- 第56師団歩兵団残留者42名
- 野砲兵第56連隊第1大隊35名
- 師団通信隊1個分隊12名
- 師団衛生隊の一部20名
- 第1野戦病院主力150名
- 収容患者250名
- 野戦倉庫14名
- 憲兵派遣隊10名
- 野戦郵便所7名
- 防疫給水部の1個小隊45名
- 師団病馬廠の一部25名
- 工兵第56連隊1個小隊40名
- 歩兵第114連隊第1大隊残留者100名
- 輜重兵第56連隊の一部18名
- 歩兵第146連隊の一部7名

の計2025名であった。一方、対する雲南遠征軍の兵力は49,600名であった。兵力差は実に25倍であったが、騰越守備隊は2か月以上も騰越を死守したのである。
- 6/26、騰越師団通信隊、敵部隊間の交信情報をキャッチ
- 6/27、午前6時、雲南遠征軍、来鳳山陣地を砲撃（騰越城攻防戦の始まり）
- 6/29、高良山陣地（守兵25名）をめぐる攻防　副島准尉戦死

雲南遠征軍は、騰越前面に予備第2師、第36師、第198師、第130師の4個師団。また第116師が、騰越南方を遮断し、龍陵への道路を遮断した。これにより騰越は完全にとりかこまれてしまった。
- 7/26、戦爆連合57機、陣地を猛爆
- 7/27、蔵重大佐、外郭陣地を放棄し、城壁陣地に後退

7月27日以降、騰越守備隊は騰越城に籠って、9月13日の玉砕するまで戦いを続けた

### 兵力の配置と防御施設
城内の防御に移った蔵重大佐は、次のように兵力を配備させた。
- 城壁の南半部と旧英領事館陣地に日隅大隊400名
- 西面北部、西北角、北面の大部分に早瀬混成隊200名
- 東北角、飲馬水の陣地に高木隊300名
- 中央門付近陣地に本部及び予備隊200名
- その他、病院等に200名

また、次のような防御施設や施策をおこなった。
- 各門外と城壁角には石とコンクリートのトーチカをつくり、鉄条網をめぐらした。周辺には掩蓋陣地を構築した
- 各城門の上と城壁角上には積土、木材をもって、中程度の掩蓋をもつ砲座を設け、5,6箇所の防空壕兼用の休息所を設置した
- 城内の各道路に軽掩蓋の陣地を構築し、これを結ぶ交通壕と防空壕を構築した
- 城外市街地から住民を移転させ、主要地点の射界を排除した

### 玉砕
- 7/28、松山師団長、蔵重大佐に対し、師団主力の龍陵会戦の間、騰越を死守の命令を下す
- 8/2、雲南遠征軍総攻撃。60機のグラマン、ロッキードなどの戦闘機が援護射撃。城壁の一部が破壊
- 8/3、騰越城の南西角のトーチカが破壊。雲南遠征軍はそこから侵入するも日本軍の夜襲により撃退される
- 8/4、雲南遠征軍、南西角の城壁に攻撃を集中するもその都度、撃退される。第54師長方天中将、爆撃隊の協力及び、手榴弾2万発の空輸を要請
- 8/5、B-25、15機が騰越城を爆撃。城壁の十数か所が破壊
- 8/8、爆撃隊、騰越城を空爆。南西角と南東角のトーチカが吹き飛ぶ
- 8/9、雲南遠征軍は早朝、昨日の爆撃した箇所から5千の軍勢で突入を試みるも成功せず。一方、騰越守備隊もこの日までに820名まで兵を失っていた
- 8/12、雲南遠征軍、城壁上を占領。その夜、守備隊は夜襲を決行し、これを城壁上から突き落とした。第36師の李師長は、再度電文をおくり、「第2大隊約500名が傷つき・・・」の悲観的な見方を示した。その後、雲南遠征軍は、南西と南東角付近の城壁に坑道を掘り始める。地下に爆弾を仕掛け、一気に粉砕しようとした
- 8/13、早朝、戦爆連合の24機が騰越城を空爆。その爆弾の一発が蔵重大佐ら32名の幹部や兵がいる防空壕を直撃。全員が戦死した。後任は先任将校の太田正人大尉(28歳)が指揮をとった
- 8/14、早朝から雲南遠征軍は第2次総攻撃を仕掛ける。しかし、騰越城守備隊の粘り強い反抗でまたしても挫折した。しかし、5時間に渡る戦闘で将校を含む兵30数名が犠牲になった
- 8/15～17にかけ日中双方、壮絶な市街戦が繰り広げられた。雲南遠征軍は攻撃重点を南西角の城壁に絞り、17日午後から2個連隊を増員し、その日の夕刻、これを占領した。太田大尉は、防衛線を西門と南門を結ぶ線で守りを固めることにした

- この頃、第33軍本多軍司令官は10月初めに騰越救援の兵を送ると打電した

- 8/19、第3次総攻撃。雲南遠征軍は新たに第198師を増員
- 8/20、太田大尉、松山師団長に航空機による手榴弾の補給を無線要請
- 8/21、占領された騰越飛行場に連合軍の飛行機が発着をはじめる。これにより雲南遠征軍は空輸によって物資の直接補給が可能になった。この頃すでに城内の3分の1は雲南軍によって占領されていた。騰越城守備隊の残存兵力は640名。糧秣は数日分、弾薬、手榴弾は各自の持分しかなかった。太田大尉は残りを兵を集めて次のように編成した
  - 本部、病院　太田大尉以下150名
  - 南正面　日隅大尉以下300名
  - 北東正面　高木中尉以下120名
  - 北西正面　早瀬大尉以下70名

- 8/22、第198師の主力が西門付近とイギリス領事館付近に進出
- 8/25、日本軍戦闘機12機が騰越城守備隊に手榴弾500発を空輸
- 8/27、騰越守備隊、夜陰に紛れ西門に近づき、手榴弾による投擲攻撃。雲南遠征軍に多くの損害を与えた。またこの攻撃で元読売巨人軍の吉原正喜伍長が活躍

- このころ第33軍は龍陵方面の第11集団軍に対する決戦を進めていた。第3次「断作戦」である。雲南遠征軍はそれに対して、かつてない大攻勢に転じる。騰越の攻略を早め、その兵力を決戦場に向かわせるためであった

- 9/1～5、この間、攻撃は下火になったが守備隊の兵力は350名を割っていた。守備隊は東方へ追い詰められていた
- 9/5、最後の総攻撃。守備隊が籠る中門正面に集中した
- 9/7、連隊本部付近に追い詰められた守備隊の残存兵力は太田大尉以下70名であった
- 9/9、蔣介石、雲南遠征軍に拉孟とミイトキーナ守備隊への逆感状を送ると同時に9月18日の“国辱記念日”（柳条湖事件の日）までに騰越を攻略することを厳命。
- 9/11、9時軍旗を奉焼した。守備隊の弾薬、手榴弾が尽きる。午後10時ごろ、松山師団長宛てに無電
- 9/12、6時ごろ、松山師団長宛てに最後の無電
- 9/13、太田大尉以下70名の将兵、敵陣地に突入。全員戦死(重傷者3名を除く。この3名はその後中国軍に収容された)
- 9/14、第20集団軍長霍撥彰中将、雲南軍総司令官衛立煌大将宛てに騰越占領の電文を送った

この戦いによる中国遠征軍の損害は、総勢21万2500人中　死傷6万3000人（全滅した二個師団を含む数個師団が戦力喪失）であった。

## その後
拉孟・騰越の戦いの結果、中国軍は怒江対岸に進出することができた。一方で雲南省の日本軍は龍陵などで抗戦を続けた。
ビルマ・インドの連合国軍が雲南省の中国軍と陸路で合流するのは1945年のことである。

## 評価
この時期、中国本土では豫湘桂会戦によって中国軍は大敗北を重ねており、よって拉孟・騰越の戦いとミイトキーナの戦いは中国軍にとって貴重な勝利となった。
日本軍はその後も断作戦を継続していくことになる。